# Таватуй (село)
Тавату́й (рос. Таватуй) — село у складі Нев'янського міського округу Свердловської області.
Населення — 385 осіб (2010, 470 у 2002).
Національний склад станом на 2002 рік: росіяни — 90 %.
До 1 жовтня 2017 року село мало статус селища.